# قائمة إصدارات الطوابع البريدية في جنوب العربية (1963-1966)

### قائمة لإصداراتالطوابع البريديةفيجنوب العربيةلعام 1963.
جنوب العربية وهو جنوب اليمن وعرف أيضًا في الفترة بين 1967 و 1970 باسم جمهورية اليمن الجنوبية الشعبية، أو اليمن الجنوبي كاختصار، ترجع أصول اليمن الجنوبي إلى عام 1874 مع إنشاء مستعمرة عدن البريطانية و محمية عدن التي كانت تتألف من ثلثي مساحة اليمن الحالي. قبل عام 1937،كانت مستعمرة عدن تُحكم كجزء من الهند البريطانية، في البداية كـ مستوطنة عدن التابعة لـ محمية عدن ثم كمقاطعة تابعة لـرئاسة بومباي ثم كمقاطعة تابعة لرئيس المفوضين. بعد انهيار محمية عدن، أُعلنت حالة الطوارئ في عدن في عام 1963، عندما تمردت الجبهة القومية للتحرير (NLF) وجبهة تحرير جنوب اليمن المحتل (FLOSY) ضد الاستعمار البريطاني. أُطيح ب اتحاد الجنوب العربي ومحمية الجنوب العربي لتصبح جمهورية اليمن الجنوبية الشعبية في 30 نوفمبر 1967. صدر في 15 نوفمبر 1963 اصدارين لفئة (15و125 سنت) في الذكرى المئوية للصليب الأحمر الدولي. وهي منظمة إنسانية مستقلة أُسست في عام 1863، تعمل في مناطق النزاعات المسلحة لحماية ضحايا الحرب وتقديم المساعدة لهم.
| دليل الطوابع             | المختصر (الرمز) |
| ------------------------ | --------------- |
| دليل ميشيل للطوابع       | Mi              |
| دليل سكوت للطوابع        | Sn              |
| دليل إيفرت وتيلييه       | Yt              |
| دليل طوابع ستانلي جيبونز | Sg              |

| # | الوصف                                                        | صورة الطابع | تاريخ طرحه للتداول | رموز دليل الطوابع | القيمة  | الحالة |
| - | ------------------------------------------------------------ | ----------- | ------------------ | ----------------- | ------- | ------ |
| 1 | طابع ملون يظهر فيه الصليب الأحمر. لون الطابع بلون احمر واسود |             | 15 نوفمبر 1963     | Mi: AD-SAF 1      | 15 سنت  | مثقب   |
| 2 | طابع ملون يظهر فيه الصليب الأحمر. لون الطابع بلون احمر وازرق |             | 15 نوفمبر 1963     | Mi: AD-SAF 2      | 125 سنت | مثقب   |

### قائمة إصدارات الطوابع البريدية في جنوب العربية (1965)
جنوب العربية هو اتحاد تأسس برعاية بريطانية وضم 12 سلطنة عام 1962 أثناء الاستعمار البريطاني للجزء الجنوبي من اليمن، ضُمت إليه ولاية عدن عام 1963، ثم سلطنات الواحدي الحضرمية عام 1964، ولم تنضم باقي سلطنة المهرة وسلطنات حضرموت له إضافة إلى سلطنة يافع العليا، انتهى الاتحاد عام 1967 عقب ثورة 14 أكتوبر التي أدت لرحيل الاستعمار البريطاني وقيام جمهورية اليمن الديمقراطية الشعبية.
| #  | الوصف | صورة الطابع | المصمم          | تاريخ الاصدار | رموز دليل الطوابع | القيمة   | الحالة |
| -- | --- | ----------- | --------------- | ------------- | ----------------- | -------- | ------ |
| 1  | إصدار طابع شعار النبالة والأعلام. يظهر على الطابع هلال والنجمة البيضاء, وعلم اتحاد الجنوب العربي, وشعار الاتحاد الذي يرمز الى (الاتحاد الفيدرالي). لون الطابع أزرق                   |             | Victor Whiteley | 1 ابريل 1965  | Mi: AD-SAF 3      | 5 فلوس   | مثقوب  |
| 2  | إصدار طابع شعار النبالة والأعلام. يظهر على الطابع هلال والنجمة البيضاء, وعلم اتحاد الجنوب العربي, وشعار الاتحاد الذي يرمز الى (الاتحاد الفيدرالي). لون الطابع الحيوي البنفسجي الأزرق |             | Victor Whiteley | 1 ابريل 1965  | Mi: AD-SAF 4      | 10 فلوس  | مثقوب  |
| 3  | إصدار طابع شعار النبالة والأعلام. يظهر على الطابع هلال والنجمة البيضاء, وعلم اتحاد الجنوب العربي, وشعار الاتحاد الذي يرمز الى (الاتحاد الفيدرالي). لون الطابع أزرق                   |             | Victor Whiteley | 1 ابريل 1965  | Mi: AD-SAF 5      | 15 فلسًا  | مثقوب  |
| 4  | إصدار طابع شعار النبالة والأعلام. يظهر على الطابع هلال والنجمة البيضاء, وعلم اتحاد الجنوب العربي, وشعار الاتحاد الذي يرمز الى (الاتحاد الفيدرالي). لون الطابع اخضر                   |             | Victor Whiteley | 1 ابريل 1965  | Mi: AD-SAF 6      | 20 فلسًا  | مثقوب  |
| 5  | إصدار طابع شعار النبالة والأعلام. يظهر على الطابع هلال والنجمة البيضاء, وعلم اتحاد الجنوب العربي, وشعار الاتحاد الذي يرمز الى (الاتحاد الفيدرالي). لون الطابع اورانج براون           |             | Victor Whiteley | 1 ابريل 1965  | Mi: AD-SAF 7      | 25 فلسًا  | مثقوب  |
| 6  | إصدار طابع شعار النبالة والأعلام. يظهر على الطابع هلال والنجمة البيضاء, وعلم اتحاد الجنوب العربي, وشعار الاتحاد الذي يرمز الى (الاتحاد الفيدرالي). لون الطابع أورانج/المغرة /براون   |             | Victor Whiteley | 1 ابريل 1965  | Mi: AD-SAF 8      | 30 فلسًا  | مثقوب  |
| 7  | إصدار طابع شعار النبالة والأعلام. يظهر على الطابع هلال والنجمة البيضاء, وعلم اتحاد الجنوب العربي, وشعار الاتحاد الذي يرمز الى (الاتحاد الفيدرالي). لون الطابع أورانج براون           |             | Victor Whiteley | 1 ابريل 1965  | Mi: AD-SAF 9      | 35 فلسًا  | مثقوب  |
| 8  | إصدار طابع شعار النبالة والأعلام. يظهر على الطابع هلال والنجمة البيضاء, وعلم اتحاد الجنوب العربي, وشعار الاتحاد الذي يرمز الى (الاتحاد الفيدرالي). لون الطابع الأحمر.                |             | Victor Whiteley | 1 ابريل 1965  | Mi: AD-SAF 10     | 50 فلسًا  | مثقوب  |
| 9  | إصدار طابع شعار النبالة والأعلام. يظهر على الطابع هلال والنجمة البيضاء, وعلم اتحاد الجنوب العربي, وشعار الاتحاد الذي يرمز الى (الاتحاد الفيدرالي). لون الطابع اخضر رائع.             |             | Victor Whiteley | 1 ابريل 1965  | Mi: AD-SAF 11     | 65 فلسًا  | مثقوب  |
| 10 | إصدار طابع شعار النبالة والأعلام. يظهر على الطابع هلال والنجمة البيضاء, وعلم اتحاد الجنوب العربي, وشعار الاتحاد الذي يرمز الى (الاتحاد الفيدرالي).لون الطابع الأحمر.                 |             | Victor Whiteley | 1 ابريل 1965  | Mi: AD-SAF 12     | 75 فلسًا  | مثقوب  |
| 11 | إصدار طابع شعار النبالة والأعلام. يظهر على الطابع علم اتحاد الجنوب العربي بألوانه وهلال ونجمة بيضاء, وشعار الاتحاد الذي يرمز الى (الاتحاد الفيدرالي). الطابع متعدد الألوان.          |             | Victor Whiteley | 1 ابريل 1965  | Mi: AD-SAF 13     | 100 فلس  | مثقوب  |
| 12 | إصدار طابع شعار النبالة والأعلام. يظهر على الطابع علم اتحاد الجنوب العربي بألوانه وهلال ونجمة بيضاء, وشعار الاتحاد الذي يرمز الى (الاتحاد الفيدرالي). الطابع متعدد الألوان.          |             | Victor Whiteley | 1 ابريل 1965  | Mi: AD-SAF 14     | 250 فلسًا | مثقوب  |
| 13 | إصدار طابع شعار النبالة والأعلام. يظهر على الطابع علم اتحاد الجنوب العربي بألوانه وهلال ونجمة بيضاء, وشعار الاتحاد الذي يرمز الى (الاتحاد الفيدرالي). الطابع متعدد الألوان.          |             | Victor Whiteley | 1 ابريل 1965  | Mi: AD-SAF 15     | 500 فلس  | مثقوب  |
| 14 | إصدار طابع شعار النبالة والأعلام. يظهر على الطابع علم اتحاد الجنوب العربي بألوانه وهلال ونجمة بيضاء, وشعار الاتحاد الذي يرمز الى (الاتحاد الفيدرالي). الطابع متعدد الألوان.          |             | Victor Whiteley | 1 ابريل 1965  | Mi: AD-SAF 16     | 1 دينار  | مثقوب  |

### عام التعاون الدولي
التعاون الدولي, مصطلح يطلق على الجهود المبذولة بين دول العالم من أجل تحقيق مصلحة الدول المتعاونة وفي سبيل تحقيق الأمن والسلم الدوليين ومواجهة التحديات السياسية والاجتماعية والاقتصادية والأمنية أعلنت الأمم المتحدة عام 1965 عاماً للتعاون الدولي, وصدرت العديد من الدول طوابع بهذه المناسبة منها طوابع الجنوب العربي.
| # | الوصف | صورة الطابع | المصمم          | تاريخ الاصدار  | رموز دليل الطوابع | القيمة  | الحالة |
| - | --- | ----------- | --------------- | -------------- | ----------------- | ------- | ------ |
| 1 | طابع صدر بمناسبة عام التعاون الدولي. يظهر على الطابع أيادي متصافحة داخل إكليل من الغار رمزًا للتعاون. ويظهر شعار الاتحاد الذي يرمز الى (الاتحاد الفيدرالي). لون الطابع أرجواني اللون البنى وازرق مخضر |             | Victor Whiteley | 24 اكتوبر 1965 | Mi: AD-SAF 17     | 5 فلوس  | مثقوب  |
|   | طابع صدر بمناسبة عام التعاون الدولي. يظهر على الطابع أيادي متصافحة داخل إكليل من الغار رمزًا للتعاون. ويظهر شعار الاتحاد الذي يرمز الى (الاتحاد الفيدرالي). طابع متعدد الألوان.                       |             | Victor Whiteley | 24 اكتوبر 1965 | Mi:AD-SAF 18      | 65 فلسًا | مثقوب  |

### قائمة إصدارات الطوابع البريدية في جنوب العربية لعام (1966)
ابرزها الإصدارات المتعلقة بالسير ونستون تشرشل وهو رجل دولة، جنديًا، وكاتبًا بريطانيًا شغل منصب رئيس وزراء المملكة المتحدة مرتين، وكاتدرائية القديس بولس التي يعود تاريخ تأسيسها إلى عام 604م. وتعد أحد أشهر المعالم السياحية في لندن.
| # | الوصف                                                                                         | صورة الطابع | المصمم          | تاريخ الاصدار | رموز دليل الطوابع | القيمة   | الحالة |
| - | --------------------------------------------------------------------------------------------- | ----------- | --------------- | ------------- | ----------------- | -------- | ------ |
| 1 | يظهر في الطابع السير ونستون تشرشل وكاتدرائية القديس بولس, في زمن الحرب. الطابع متعدد الألوان. |             | Jennifer Toombs | 24 يناير 1966 | Mi: AD-SAF 19     | 5 فلوس   | مثقوب  |
| 2 | يظهر في الطابع السير ونستون تشرشل وكاتدرائية القديس بولس, في زمن الحرب. الطابع متعدد الألوان. |             | Jennifer Toombs | 24 يناير 1966 | Mi: AD-SAF 20     | 10 فلوس  | مثقوب  |
| 3 | يظهر في الطابع السير ونستون تشرشل وكاتدرائية القديس بولس, في زمن الحرب. الطابع متعدد الألوان. |             | Jennifer Toombs | 24 يناير 1966 | Mi: AD-SAF 21     | 65 فلسًا  | مثقوب  |
| 4 | يظهر في الطابع السير ونستون تشرشل وكاتدرائية القديس بولس, في زمن الحرب. الطابع متعدد الألوان. |             | Jennifer Toombs | 24 يناير 1966 | Mi: AD-SAF 22     | 125 فلسًا | مثقوب  |

كان للمناسبات الرياضية نصيب بإصدار الطوابع لعام 1966. خطفت إنجلترا شرف تنظيم منافسة كأس العالم لكرة القدم من المانيا الغربية وإسبانيا, أُقيمت البطولة من 11 يوليو الى 30 يوليو. كما أُعلن عن تميمة كأس العالم واطلق عليه الأسد ويلي.
| # | الوصف                                                      | صورة الطابع | المصمم          | تاريخ الاصدار | رموز دليل الطوابع | القيمة  | الحالة |
| - | ---------------------------------------------------------- | ----------- | --------------- | ------------- | ----------------- | ------- | ------ |
| 1 | بطولة كأس العالم لكرة القدم, إنجلترا. الطابع متعدد الألوان |             | Victor Whiteley | 1 يوليو 1966  | Mi: AD-SAF 23     | 10 فلوس | مثقوب  |
| 2 | بطولة كأس العالم لكرة القدم, إنجلترا. الطابع متعدد الألوان |             | Victor Whiteley | 1 يوليو 1966  | Mi: AD-SAF 24     | 50 فلسًا | مثقوب  |

| # | الوصف                                                          | صورة الطابع | المصمم         | تاريخ الاصدار  | رموز دليل الطوابع | القيمة  | الحالة |
| - | -------------------------------------------------------------- | ----------- | -------------- | -------------- | ----------------- | ------- | ------ |
| 1 | افتتاح مقر منظمة الصحة العالمية في جنيف. الطابع متعدد الألوان. |             | Michael Goaman | 20 سبتمبر 1966 | Mi: AD-SAF 25     | 10 فلوس | مثقوب  |
| 2 | افتتاح مقر منظمة الصحة العالمية في جنيف. الطابع متعدد الألوان. |             | Michael Goaman | 20 سبتمبر 1966 | Mi: AD-SAF 25     | 75 فلسًا | مثقوب  |

| # | الوصف                                                                     | صورة الطابع | المصمم          | تاريخ الاصدار | رموز دليل الطوابع | القيمة   | الحالة |
| - | ------------------------------------------------------------------------- | ----------- | --------------- | ------------- | ----------------- | -------- | ------ |
| 1 | الذكرى السنوية العشرون لليونيسكو، التعليم. الطابع متعدد الألوان.          |             | Jennifer Toombs | 1 ديسمبر 1966 | Mi: AD-SAF 27     | 10 فلوس  | مثقوب  |
| 2 | الذكرى السنوية العشرون لليونيسكو، التعليم. الطابع متعدد الألوان.          |             | Jennifer Toombs | 1 ديسمبر 1966 | Mi: AD-SAF 28     | 65 فلسًا  | مثقوب  |
| 3 | الذكرى السنوية العشرون لليونيسكو، التعليم. لون الطابع أرجواني فاتح واسود. |             | Jennifer Toombs | 1 ديسمبر 1966 | Mi: AD-SAF 29     | 125 فلسًا | مثقوب  |

#### أنظر أيضًا
- تاريخ اليمن
- منظمة الصليب الأحمر